# Polityczny Czerwony Krzyż
Polityczny Czerwony Krzyż, ros. Политический Красный Крест, od 1922 Pomoc Więźniom Politycznym, ros. Помощь политическим заключенным – rosyjska, a później radziecka organizacja humanitarna.
Od lat 80. XIX wieku w carskiej Rosji działały różne organizacje organizujące pomoc dla więźniów i zesłańców politycznych. Funkcjonowały one pod nazwą Politycznego Czerwonego Krzyża. Zaktywizowały one swoją działalność po rewolucji lutowej 1917 roku, ale przejęcie władzy przez bolszewików w wyniku wybuchu rewolucji październikowej doprowadziło do ich likwidacji. W tej sytuacji w 1918 roku w Moskwie powstała kolejna organizacja pod nazwą Politycznego Czerwonego Krzyża. W skład jej kierownictwa weszli Jekatierina Pieszkowa, obejmując funkcję przewodniczącego, Michaił Winawer, który został zastępcą, Nikołaj Murawjow, Pawieł Malantowicz. Honorowym przewodniczącym została Wiera Figner. Siedziba organizacji została umiejscowiona w budynku obok siedziby CzeKa, której szef Feliks Dzierżyński udzielił zgody na działalność Politycznego Czerwonego Krzyża. Jekatierina Pieszkowa objeżdżała więzienia bolszewickie w różnych miastach rosyjskich, udzielając pomocy osadzonym z powodów politycznych. Z kolei Michaił Winawer specjalizował się w pomocy prawnej. Po zakończeniu wojny polsko-bolszewickiej pod koniec 1920 roku, Polityczny Czerwony Krzyż uczestniczył w repatriacji obywateli polskich z Rosji Sowieckiej do Polski, co wynikało z pełnienia przez Jekatierinę Pieszkową funkcji pełnomocnika Polskiego Czerwonego Krzyża. Pomoc udzielana aresztowanym ze względów politycznych była szeroka, dotycząc każdego etapu kary: od śledztwa, przez rozprawę aż do miejsca osadzenia danej osoby. Działacze organizacji występowali o rewizję wyroku, skrócenie okresu orzeczonej kary, zmianę miejsca lub charakter zsyłki na swobodną czy dołączenie rodziny do zesłańca. W stosunku do Polaków lub Żydów domagano się anulowania kary zsyłki, w zamian proponując wysłanie takiej osoby do Polski lub Palestyny. Pojawiały się też propozycje wyjazdu za granicę dla niektórych aresztowanych. Tego typu działania wymagały utrzymywania bliskich związków z radzieckimi organami bezpieczeństwa państwowego. Wiele z nich realizowano za pomocą nieformalnych kontaktów osobistych z poszczególnymi funkcjonariuszami CzeKa, OGPU, a następnie NKWD. Organizacja była finansowana z prywatnych pieniędzy, ale też otrzymywała środki finansowe od krajowych filii Międzynarodowego Czerwonego Krzyża. Czasami organizowane były wieczorki literackie i koncerty, z których pieniądze były przeznaczane na Pomoc Więźniom Politycznym. Sytuacja organizacji pogorszyła się po objęciu funkcji szefa OGPU przez Gienricha Jagodę. Działalność pomocowa została ograniczona do minimum. Wiosną 1937 roku całkowicie się zakończyła. W sierpniu tego roku został aresztowany Michaił Winawer, otrzymując karę 10 lat łagrów. Formalnie organizacja została zlikwidowana latem 1938 roku.